# (35659) 1998 QU10
1998 كيو يو 10 (ويعرف أيضًا باسم (35659) 1998 كيو يو 10 وفق تسمية الكوكب الصغير) (بالإنجليزية: 1998 QU10)‏ هو كويكب ضمن حزام الكويكبات؛ وترتيبه 35659 من حيث الاكتشاف.
اكتُشف هذا الجُرم الفلكي بواسطة بحث لنكولن عن الكويكبات القريبة من الأرض في 17 أغسطس 1998.

## وصلات خارجية
- (35659) 1998 QU10 في قاعدة بيانات مختبر الدفع النفاث لأجرام النظام الشمسي الصغيرة

- الاكتشاف · مخطط المدار ·  العناصر المدارية · المعلمات المادية

- (35659) 1998 QU10 على موقع ويكي سكاي: DSS2, SDSS, GALEX, IRAS, Hydrogen α, X-Ray, Astrophoto, Sky Map, Articles and images